# Alessio Bernabei
Alessio Bernabei (Tarquinia, 4 settembre 1992) è un cantante italiano, noto per essere il frontman del gruppo musicale pop rock Follya (in precedenza noto come Dear Jack).

## Biografia

### Primi anni e Dear Jack
Alessio Bernabei si avvicina giovanissimo al mondo della musica studiando quattro strumenti musicali: chitarra, pianoforte, clarinetto e basso. Dopo aver svolto vari lavori come parrucchiere, barista e idraulico, partecipa alle selezioni del talent show X Factor, venendo tuttavia scartato alla fase dei Bootcamp. Nel 2012 ha formato i Dear Jack insieme a Francesco Pierozzi, Lorenzo Cantarini, Alessandro Presti e Riccardo Ruiu; l'anno seguente la formazione si è presentata alla tredicesima edizione del talent show Amici di Maria De Filippi, giungengo fino alla finale e vincendo il Premio della critica giornalistica. Nello stesso periodo è stata la volta dell'album di debutto Domani è un altro film (prima parte), seguito nel 2015 da Domani è un altro film (seconda parte), quest'ultimo anticipato dal singolo Il mondo esplode tranne noi, presentato dal gruppo al Festival di Sanremo 2015, dove si sono classificati settimi.
Nel mese di settembre 2015 Bernabei ha abbandonato il gruppo di comune accordo con gli altri componenti per intraprendere la carriera da solista. Il cantante farà ritorno nel 2022, anno in cui la formazione ha cambiato nome in Follya.

### Carriera solista
Dopo aver firmato un contratto discografico con la Warner Music Italy, il 13 dicembre 2015 è stata annunciata la sua partecipazione al Festival di Sanremo 2016 con il singolo Noi siamo infinito, con il quale si è classificato al quattordicesimo posto nella serata finale della manifestazione.
Il singolo ha anticipato l'uscita dell'album di debutto del cantante, anch'esso intitolato Noi siamo infinito e pubblicato l'8 aprile 2016. Composto da dodici brani, il disco ha debuttato alla seconda posizione della Classifica FIMI Album, dietro ad Alt di Renato Zero, ed è stato promosso anche dai singoli Io e te = la soluzione e Due giganti, pubblicati rispettivamente il 29 aprile e il 1º luglio.
Nel febbraio 2017 ha partecipato al sessantasettesimo Festival di Sanremo con il singolo inedito Nel mezzo di un applauso, classificatosi quindicesimo nella serata conclusiva. Il 9 giugno dello stesso anno il cantante ha pubblicato il singolo Non è il Sudamerica.
Il 15 giugno 2018 ritorna sulle scene musicali con il singolo Ti ricordi di me?, primo estratto dal secondo album di inediti Senza filtri, quest'ultimo uscito il 7 settembre dello stesso anno.
Il 20 dicembre 2024 scrive insieme ai Gemelli Diversi il testo del loro nuovo singolo Impossibile.

## Discografia

### Da solista
Album in studio
- 2016 – Noi siamo infinito
- 2018 – Senza filtri

Singoli
- 2016 – Noi siamo infinito
- 2016 – Io e te = la soluzione
- 2016 – Due giganti
- 2017 – Nel mezzo di un applauso
- 2017 – Non è il Sudamerica
- 2018 – Ti ricordi di me?
- 2018 – Messi e Ronaldo
- 2020 – Trinidad
- 2021 – Everest
- 2021 – Ansia

### Con i Follya
- 2014 – Domani è un altro film (prima parte) (accreditati come Dear Jack)
- 2015 – Domani è un altro film (seconda parte) (accreditati come Dear Jack)
- 2023 – Follya